# ウォーターライド

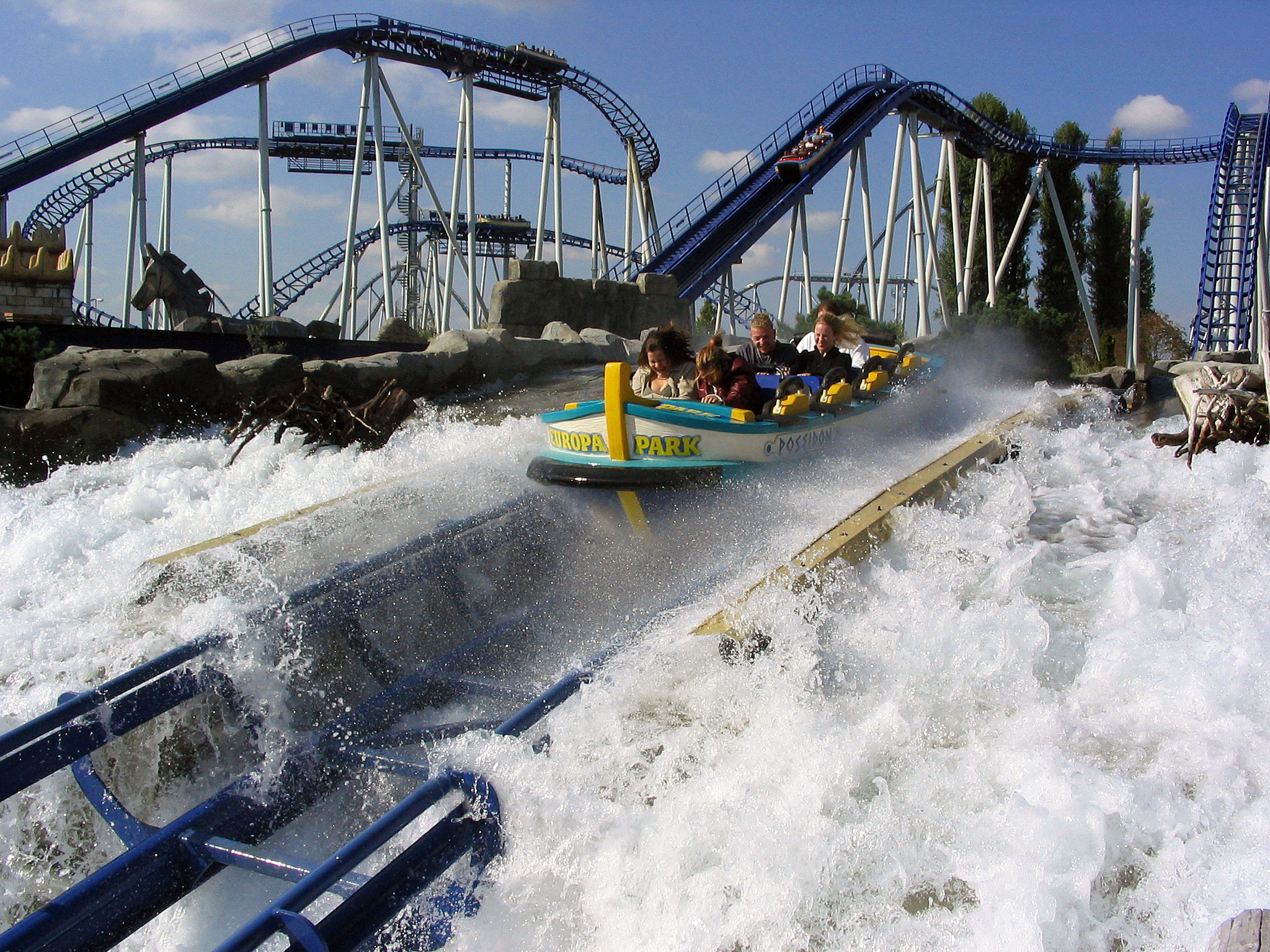
ドイツのヨーロッパ・パークの"ポセイドン"ウォーターコースター。

ウォーターライド (Water ride) は、水上で稼働するアトラクションである。遊園地によく設置されているが、大きなフェアに設置されることもある。基本的にボート型のライドに乗り込む物の事を言い、生身の状態や専用の浮き輪などを使って専用のレーンを滑るウォータースライダーとは区別される。

## 主な種類
- 急流すべり（en:Log flume (ride)） - 丸太を象ったボートに乗って水路を流れるアトラクション。ボートの座席も縦1列に4～6人程乗り込むものや、2人横並びで4列計8人程乗り込むものなど様々。
- シュート・ザ・シューツ（en:Shoot-the-Chutes） - 大きめのボートに乗って水路を下るアトラクション。基本的に高所まで巻き上げた後、すぐに落下し着水するものが多い。着水時は大きな水飛沫を上げる。
- 激流下り（en:River rapids ride） - アミューズメント用にラフティングを模したアトラクション。円形のボートに乗って水路を流れていく。
- ウォーターコースター（en:Water Coaster） - 水路ではなくローラーコースターのようなレールになっており、クライマックスは池に着水するアトラクション。
- ボートライド - 急な落下は無くゆっくりと流れていき、屋内にある造形等を見るアトラクション。

## 主な例
| 名称                             | 場所                             | 最高時速 | 落差  | 落下角度 | 定員 | 所要時間 |
| -------------------------------- | -------------------------------- | -------- | ----- | -------- | ---- | -------- |
| ジュラシック・パーク・ザ・ライド | ユニバーサル・スタジオ・ジャパン | 82km     | 25.9m | 51度     | 25名 | 7分      |
| クール・ジャッパーン             | 富士急ハイランド                 | 80km     | 30m   | 40度     | 20名 | 2分30秒  |
| シュート・ザ・シュート           | ナガシマスパーランド             | 80km     | 30m   | 40度     | 20名 |          |
| ポセイドン30                     | 城島高原パーク                   | 80km     | 30m   | 40度     | 20名 |          |
| クリフ・ドロップ                 | よこはまコスモワールド           |          | 18m   | 46度     | 4名  |          |
| スプラッシュ・マウンテン         | 東京ディズニーランド             | 62km     | 16m   | 45度     | 8名  | 10分     |
| ワンダードロップ                 | 東京ドームシティアトラクションズ | 50km     | 13m   | 40度     | 4名  | 3分30秒  |
| ナガシマスカ                     | 富士急ハイランド                 | 29km     | 18m   |          | 4名  | 4分30秒  |

- 国際花と緑の博覧会#ウォーターライド転落事故
- en:Maelstrom (ride)（大渦巻き）
- カリブの海賊
- イッツ・ア・スモールワールド
- ウォーターシュート - としまえん（1927-1968年）、大宮八幡園（国産初の木製ウォーターシュート 1940年12月17日設置）[2]、西武園ゆうえんち（1951-1992年）、向ヶ丘遊園（1952-1984年）、中島子供の国（1958年設置）、横浜・八景島シーパラダイス（1993-2005年）